# Philippe Fratacci
Pour les articles homonymes, voir Fratacci.
Philippe Fratacci, né le 25 janvier 1917 à Nice et mort le 5 avril 2002 au Havre, est un militaire et résistant français, compagnon de la Libération. Militaire des troupes coloniales avant la seconde guerre mondiale, il se rallie à la France libre en 1940 et participe aux combats en Afrique, au Proche-Orient et en Italie avant de prendre part à la libération de la France. Après la guerre, il participe à la guerre d'Indochine avant de passer dans la gendarmerie.

## Biographie

### Jeunesse et engagement
Fils d'un cheminot et d'une couturière, Philippe Fratacci naît le 25 janvier 1917 à Nice. Exerçant d'abord comme apprenti-ajusteur, il décide de s'engager dans l'armée le 25 février 1936 et est affecté au 23e régiment d'infanterie coloniale. Muté au Cameroun en 1938, il est promu sergent en 1939.

### Seconde Guerre mondiale
Toujours en poste en Afrique au moment du déclenchement de la seconde guerre mondiale, Philippe Fratacci ne part pas combattre en métropole. Cependant, il n'accepte pas la défaite de 1940 et le 20 août, en compagnie de seize camarades, il déserte de l'armée d'armistice pour s'engager dans les forces françaises libres. Le 27 août suivant, il fait partie du détachement du commandant Leclerc qui s'infiltre en pirogue à Douala et qui procède au ralliement du Cameroun à la France libre. Toujours sous les ordres de Leclerc, au sein de la légion du Cameroun, il participe à la campagne du Gabon à la fin de l'année 1940. Il entre à l'école d'aspirants de Brazzaville en janvier 1941 pour en ressortir avec le grade d'aspirant en mai suivant, puis, après un bref passage au bataillon de marche no 6, il est muté au bataillon de marche no 1 en juillet. Un an plus tard, il est affecté au bataillon de marche no 4 (BM4). Promu sous-lieutenant en janvier 1943, il participe à la campagne de Tunisie puis, au sein de la 1re division française libre à laquelle est subordonnée le BM4, il prend part à la campagne d'Italie. Au cours de celle-ci, le 17 mai 1944, il est grièvement blessé par balles au cours d'une reconnaissance.
Après un mois passé à l'hôpital de Bagnoli, bien que ses soins ne soient pas terminés, il quitte volontairement l'hôpital pour rejoindre les combats. Le 16 août 1944, il participe au débarquement de Provence dans une autre unité puis retrouve son bataillon le 22 août à proximité de la gare de la Pauline à La Garde. Le lendemain, lors de combats sur la colline du Thouar dans la même commune, il est à nouveau blessé, cette fois par des éclats d'obus. Après une brève hospitalisation, il rejoint le BM4 à Châteaurenard le 31 août. Poursuivant l'avancée de libération de la France, il participe aux combats autour d'Autun puis est promu lieutenant le 25 septembre 1944. Engagé dans la bataille des Vosges, il combat autour de Belfort mais épuisé par ses blessures successives, il doit être évacué à la fin du mois d'octobre. De retour au bataillon au milieu du mois de janvier 1945, il participe à la bataille d'Alsace puis en avril à la 2e bataille des Alpes dans la vallée de la Roya.

### Après-guerre
Poursuivant sa carrière militaire, Philippe Fratacci participe à la guerre d'Indochine en 1946. Il change ensuite d'armée et passe dans la Gendarmerie. Il est successivement affecté au Maroc de 1947 à 1952, au Cambodge de 1954 à 1956, au Niger de 1957 à 1959 et en Haute-Volta de 1959 à 1961. Revenu en métropole, il est en poste à Tours avant de prendre sa retraite militaire en 1965 avec le grade de lieutenant-colonel. De retour dans la vie civile, il exerce la fonction de chef de la sécurité pour le port autonome du Havre.
Philippe fratacci meurt le 5 avril 2002 au Havre. Conformément à ses dernières volontés, ces cendres sont dispersées à Cavalaire-sur-Mer où il avait débarqué en août 1944.

## Décorations
|  |  |  |
|  |  |  |
|  |  |  |
|  |  |  |

| Commandeur de la Légion d'honneur                                    | Commandeur de la Légion d'honneur                                    | Commandeur de la Légion d'honneur                                    | Compagnon de la Libération      | Compagnon de la Libération      | Compagnon de la Libération      | Officier de l'Ordre national du Mérite                  | Officier de l'Ordre national du Mérite                  | Officier de l'Ordre national du Mérite                  |
| Croix de guerre 1939-1945 Avec trois palmes                          | Croix de guerre 1939-1945 Avec trois palmes                          | Croix de guerre 1939-1945 Avec trois palmes                          | Médaille des blessés            | Médaille des blessés            | Médaille des blessés            | Médaille de la Résistance française                     | Médaille de la Résistance française                     | Médaille de la Résistance française                     |
| Croix du combattant volontaire Avec agrafe "Guerre 1939-1945"        | Croix du combattant volontaire Avec agrafe "Guerre 1939-1945"        | Croix du combattant volontaire Avec agrafe "Guerre 1939-1945"        | Croix du combattant             | Croix du combattant             | Croix du combattant             | Médaille coloniale Avec agrafes "AFL" et "Tunisie 1943" | Médaille coloniale Avec agrafes "AFL" et "Tunisie 1943" | Médaille coloniale Avec agrafes "AFL" et "Tunisie 1943" |
| Médaille commémorative des services volontaires dans la France libre | Médaille commémorative des services volontaires dans la France libre | Médaille commémorative des services volontaires dans la France libre | Médaille commémorative d'Italie | Médaille commémorative d'Italie | Médaille commémorative d'Italie | Médaille commémorative d'Indochine                      | Médaille commémorative d'Indochine                      | Médaille commémorative d'Indochine                      |

## Hommages
- Une voie du Havre, le cours Commandant Fratacci, a été baptisée en son honneur[4]. Dans la même ville, son nom figure sur une plaque commémorative en l'honneur des Compagnons de la Libération locaux[5].